# مونتکارلو
مونتکارلو (به اسپانیایی: Montecarlo) یک منطقهٔ مسکونی در آرژانتین است که در بخش مونت کارلو واقع شده‌است.